# Friedrich Lorentz
Friedrich Lorentz, né le 18 décembre 1870 à Güstrow (Mecklembourg-Schwerin) et mort le 29 mars 1937 à Sopot (Ville libre de Dantzig), est un slaviste allemand qui a réalisé d’importantes recherches sur la langue cachoube et sa variante slovince. Il a publié plusieurs ouvrages sur cette langue, son histoire et ses dialectes, ainsi que sur la culture cachoube. Son Dictionnaire poméranien (l'une de ses œuvres les plus importantes) a été publié plusieurs années après sa mort.